# Nils Voss
Nils Knutsen Voss (Voss, 22 februari 1886 - Sandnes (Rogaland), 7 oktober 1969) was een Noors turner.
Voss won tijdens de Olympische Zomerspelen 1912 de gouden medaille in de landenwedstrijd vrij systeem.

## Olympische Zomerspelen
| Jaar | Plaats    | Resultaten                   |
| ---- | --------- | ---------------------------- |
| 1912 | Stockholm | landenwedstrijd vrij systeem |